# Stretto Nadeždy
Lo stretto Nadeždy (in russo пролив Надежды) è un braccio di mare nell'oceano Pacifico settentrionale che separa l'isola di Rasšua da Matua, nella catena delle isole Curili. Si trova nel Severo-Kuril'skij rajon dell'oblast' di Sachalin, in Russia. 
Lo stretto, che mette in comunicazione il mare di Ochotsk con il Pacifico, è largo circa 29 km e lungo 15 km. La profondità è di oltre 500 m.
Lo stretto prende il nome dello sloop Nadežda a bordo del quale l'esploratore Adam Johann von Krusenstern aveva perlustrato le Curili nel 1805.